# Prodasineura huai
Prodasineura huai là loài chuồn chuồn trong họ Platycnemididae. Loài này được Zhou & Zhou mô tả khoa học đầu tiên năm 2007.